# Fernando Ezequiel Gutiérrez
Fernando Ezequiel Gutiérrez (Avellaneda, Buenos Aires, Argentina, 4 de febrero de 1989) es un futbolista argentino surgido de las inferiores de San Lorenzo de Almagro. Juega de volante y su club es el Club Atlético Ituzaingó de la Primera C, cuarta división del fútbol argentino para los clubes directamente afiliados a la AFA.

## Clubes
| Estadísticas                    |             |          |       |
| Equipo                          | Años        | Partidos | Goles |
| San Lorenzo de Almagro          | 2010 - 2011 | 11       | 0     |
| Estudiantes Tecos (cedido)      | 2012        | 7        | 0     |
| Olimpo de Bahía Blanca (cedido) | 2012 - 2013 | 32       | 8     |
| O'Higgins                       | 2013 - 2014 | 17       | 1     |
| Patronato                       | 2014        | 8        | 0     |
| Los Andes                       | 2015        | 23       | 3     |
| Deportivo Achirense             | 2017        | 0        | 0     |
| Municipal Limeño                | 2018        | 0        | 0     |

## Palmarés

### Campeonatos nacionales
| Título          | Club      | País  | Año  |
| --------------- | --------- | ----- | ---- |
| Torneo Apertura | O'Higgins | Chile | 2013 |

### Distinciones individuales
| Distinción                   | Año  |
| ---------------------------- | ---- |
| Medalla Santa Cruz de Triana | 2014 |